# أكوا

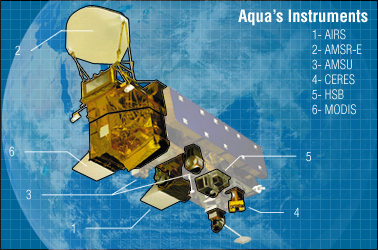
أكوا

أكوا (الاسم الكامل: Aqua EOS PM-1) هو قمر صناعي متعدد الجنسية مخصص للأبحاث العلمية تابع للناسا. يدور القمر في فلك حول كوكب الأرض، ويدرس ترسب وتبخر المياه دورتها الطبيعية. يعد هذا القمر ثاني أهم عنصر في نظام مراقبة الأرض (EOS)، وأطلق بعد قمر تيرا (1999) وأورا (2004). اسم القمر، «أكوا»، يعني «الماء» في اللغة اللاتينية. أطلق القمر من قاعدة فاندبرغ للقوة الجوية في 4 مايو 2002.

## وصلات خارجية
- الموقع الرسمي